# Gudå Station
Gudå Station (Gudå stasjon) er en jernbanestation på Meråkerbanen, der ligger ved bebyggelsen Gudå i Meråker kommune i Norge. Stationen består af nogle få spor, en perron med et læskur og en tidligere stationsbygning i rødmalet træ. Banen krydser Stjørdalselva lige øst for stationen.
Stationen åbnede da banen blev taget i brug 17. oktober 1881. Oprindeligt hed den Gudaa, men den skiftede navn til Gudaaen i 1894 og til Gudå i april 1921. Den blev nedgraderet ti trinbræt 1. februar 1984 men atter opgraderet til station 2. januar 1987.
Stationsbygningen blev opført til åbningen i 1882 efter tegninger af Peter Andreas Blix. Før i tiden har stationen desuden haft remise og drejeskive.